# セダンカ島

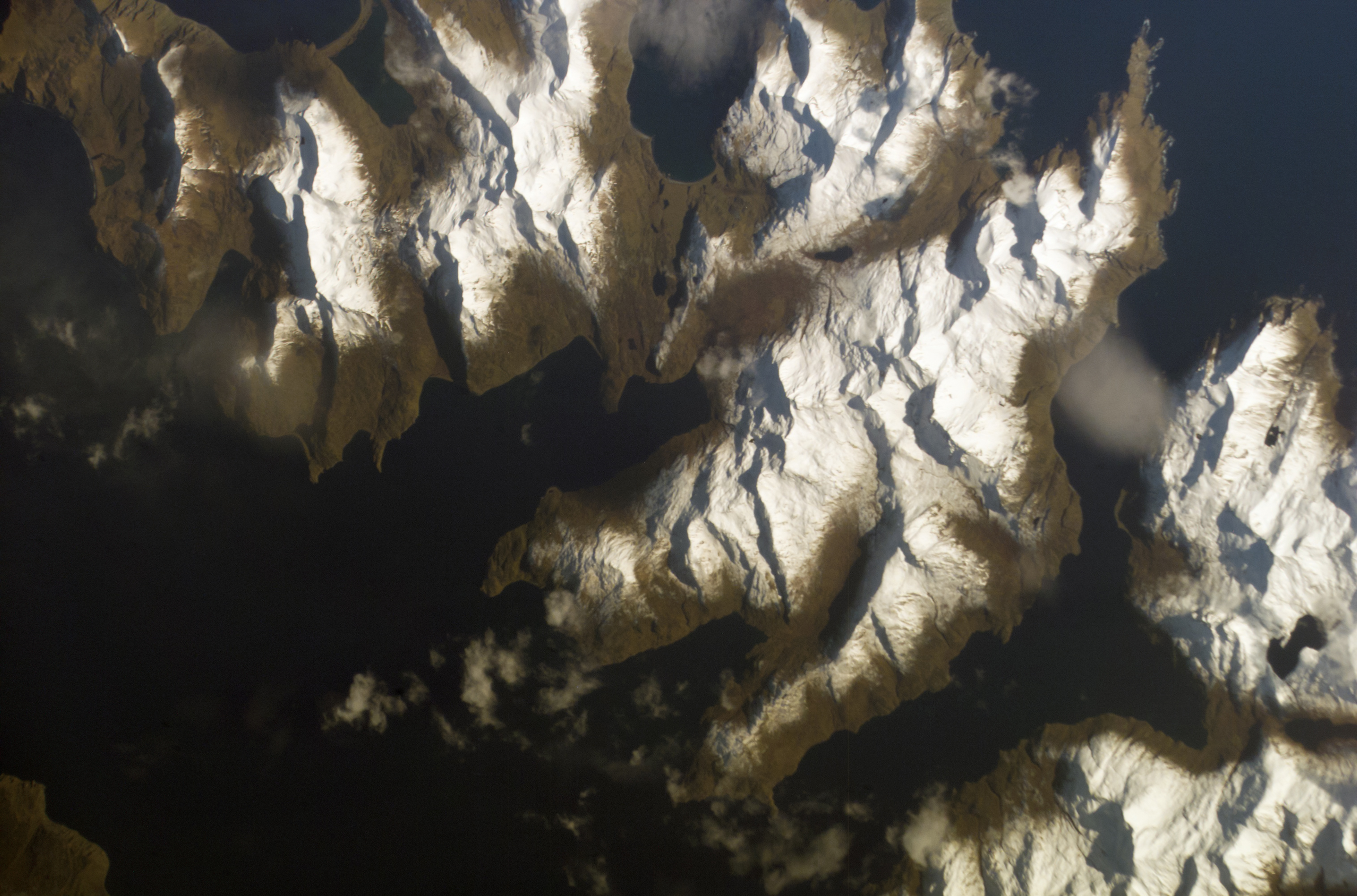
アメリカ航空宇宙局による航空写真

セダンカ島 （英:Sedanka Island、アレウト語:Sidaanax̂ ）はアラスカ州アリューシャン列島フォックス諸島を構成する一つの島である。

## 地理
長さ10.3マイル (16.6 km)程でウナラスカ島の北東沖に位置している。面積は39.889平方マイル (103.31 km2) で常住人口はおらず、無人島である。